# Arenaria aphanantha
Arenaria aphanantha är en nejlikväxtart som beskrevs av Wedd. Arenaria aphanantha ingår i släktet narvar, och familjen nejlikväxter. Inga underarter finns listade i Catalogue of Life.